# 條紋膜首鱈
條紋膜首鱈，為輻鰭魚綱鱈形目鼠尾鱈科的其中一種，分布於中東太平洋夏威夷海域，屬深海底棲性魚類，深度101-800公尺，體長可達18公分，棲息在底層水域，以多毛類、蝦、糠蝦等為食，生活習性不明。

## 扩展阅读
維基物種上的相關：條紋膜首鱈